# شيلدون كاتس
شيلدون كاتس (بالإنجليزية: Sheldon Katz) هو بروفيسور ورياضياتي أمريكي، ولد في 19 ديسمبر 1956 في بروكلين في الولايات المتحدة.